# James Ferguson (astronom)
James Ferguson (n. 31 august 1797, Scoția - d. 26 septembrie 1867) a fost un astronom american și inginer. A ajutat la construirea canalului Erie. Este cel care a făcut prima descoperire a unui asteroid din America de Nord (31 Euphrosyne). Începând din 1847, el a lucrat la Observatorul Marinei Americane din Washington, DC.
Asteroidul 1745 Ferguson, descoperit la același observator, îi poartă numele.
| 31 Euphrosyne | 1 septembrie 1854  |
| 50 Virginia   | 4 octombrie 1857   |
| 60 Echo       | 14 septembrie 1860 |